# Bătălia navală de la Guadalcanal
Bătălia navală de la Guadalcanal a fost bătălia decisivă în Campania din Guadalcanal, în care s-au înfruntat forțele aliate și Armata Imperială Japoneză în zona Insulelor Solomon în timpul celui de-Al Doilea Război Mondial. Confruntările aeriene și navale au durat patru zile, între 12 și 15 noiembrie 1942. Pentru Armata Imperială Japoneză angajarea în luptă a avut ca scop consolidarea poziției trupelor sale pe insulă.
Bătălia este importantă și pentru că doi contraamirali ai Forțelor Navale ale Statelor Unite și-au pierdut viața în cursul evenimentelor, fiind singurii ofițeri cu rang de amiral care au fost uciși în confruntări pe apă în cel de-Al Doilea Război Mondial. Bătălia este cunoscută și sub numele de A treia și a patra bătălie pentru Insula Savo, Bătălia din Insulele Solomon ori Bătălia de vineri, 13. Japonezii au numit-o A treia Bătălie A Mării Solomon (第三次ソロモン海戦).
Forțele aliate, formate formate în special din unități ale Statelor Unite ale Americii, au debarcat la Guadalcanal pe 7 august 1942 și au ocupat aerodromul, care mai târziu a devenit Aeroportul Henderson Field. La acel moment armata japoneză construia aerodromul. Înainte de începerea bătăliei eșuaseră deja câteva încercări de recucerire a aerodromului ale Armatei Imperiale Japoneze și ale Marinei Imperiale Japoneze, care au folosit întăriri aduse la Guadalcanal pe mare. La începutul lunii noiembrie 1942, japonezii au organizat un convoi care să aducă 7.000 de infanteriști și echipamentul necesar acestora la Guadalcanal pentru a încerca încă o dată să ocupe aerodromul. Câtorva nave japoneze de război li s-a ordonat să bombardeze aerodromul Henderson cu scopul de a distruge avioanele aliaților care reprezentau o amenințare pentru convoi. Aflând despre efortul japonezilor de a-și întări poziția, armata Statelor Unite a lansat atacuri aeriene și de pe mare pentru a apăra aeroportul și pentru a împiedica infanteria japoneză să debarce la Guadalcanal.
În bătălia care a rezultat, ambele părți au pierdut multe nave de război în două lupte de noapte pe mare extrem de distructive. Statele Unite au reușit să împiedice încercarea japonezilor de a bombarda Henderson Field de pe mare. Atacurile aeriene executate de forțele aliate au scufundat cea mai mare parte a navelor de transport japoneze și au împiedicat astfel infanteria japoneză să debarce, împreună cu echipamentul, la Guadalcanal. Așadar, bătălia a zădărnicit încercarea Japoniei de a scoate forțele aliate din poziția deținută la Guadalcanal și Tulagi, ceea ce a însemnat o victorie strategică a Statelor Unite și a aliaților acestora, care a dus la întoarcerea rezultatului Campaniei din Guadalcanal în favoarea acestora.

## Context
Campania din Guadalcanal, care a durat șase luni, a început pe 7 august 1942, când aliații, în primul rând armata americană, au debarcat pe Insula Guadalcanal, Insula Tulagi, în Insulele Florida și în Insulele Solomon. La acel moment zona era colonie britanică. Debarcările au avut ca scop împiedicarea japonezilor în folosirea insulelor ca baze din care să amenințe rutele de aprovizionare dintre Statele Unite ale Americii și Australia, apărarea insulelor pentru a fi folosite ca puncte de lansare pentru o campanie menită să neutralizeze baza militară japoneză de la Rabaul și sprijinirea Campaniei din Noua Guinee. Japonezii invadaseră Tulagi în mai 1942 și începuseră construirea unui aerodrom la Guadalcanal în iunie 1942.
Pe 8 august, la căderea întunericului, cei 11.000 de soldați aliați au asigurat securitatea Insulei Tulagi, a insulelor mai mici din apropiere și a aerodromului pe care japonezii îl construiau la Lunga Point pe Insula Guadalcanal (denumit mai târziu Henderson Field). Avioanele aliate care operau de pe Henderson au fost numite "Cactus Air Force" (CAF) după numele de cod pentru Guadalcanal. Pentru a proteja aerodromul, Marina Statelor Unite ale Americii a stabilit un perimetru de apărare în jurul acestuia. Trupele trimise în ajutor în următoarele două luni au mărit numărul de soldați care se aflau la Lunga Point la 20.000.
Ca răspuns, Marele Cartier General Imperial a ordonat Armatei a 17-a Japoneze, un corp de armată cu baza la Rabaul, aflat sub comanda generalului-locotenent Harukichi Hyakutake, să recucerească Guadalcanal. Unitățile aparținând Armatei a 17-a au ajuns la Guadalcanal pe 19 august, pentru a alunga forțele aliate de pe insulă.
Din cauza amenințării pe care o reprezenta flotila de avioane CAF de pe aerodromul Henderson, japonezii nu au putut să folosească nave de transport mari și lente pentru a aduce soldați și echipamente pe insulă. Astfel că au folosit nave de război care aveau baza la Rabaul sau pe Insulele Shortland. Navele de război japoneze, cele mai multe crucișătoare ușoare și distrugătoare aparținând Flotei a 8-a, aflată sub comanda vice-amiralului Gunichi Mikawa, puteau să facă drumul dus întors până în Guadalcanal într-o singură noapte, micșorând astfel riscul de a fi atacate. Pentru că trupele erau transportate în acest fel, o mare parte din echipamentele și proviziile infanteriei, care constau în artilerie grea, vehicule, muniție și alimente, nu a putut fi cărată la Guadalcanal împreună cu soldații. Navele de război rapide au făcut drumul până la Guadalcanal și înapoi la bazele japoneze în tot cursul campaniei. Aliații au denumit „Expresul de Tokyo” (Tokyo Express) această activitate de transport. Japonezii au numit-o „Transportul de șobolani”.

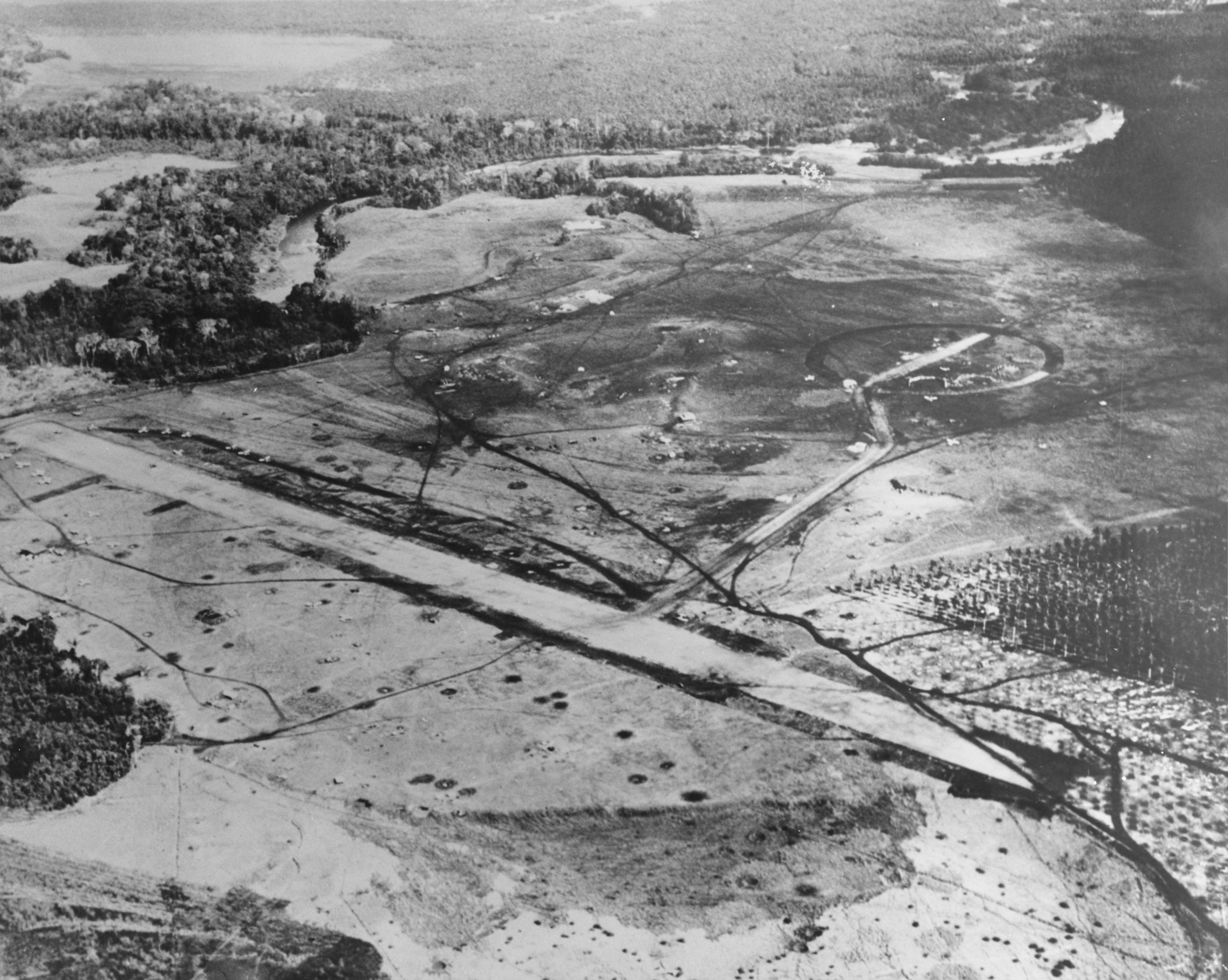
Vedere aeriană a aerodromului Henderson din Guadalcanal la sârşitul lunii august 1942. Aparatul de fotografiat este îndreptat spre nord-vest, iar în partea de sus a imaginii se poate vedea Râul Lunga şi Lunga Point.

Prima încercare a japonezilor de a recuceri Henderson Field a eșuat pe 21 august când o unitate compusă din 917 de soldați a fost învinsă în Bătălia de la Tenaru. Următoarea încercare a avut loc în perioada 12-14 septembrie și s-a terminat cu înfrângerea Detașamentului Kawaguchi, compus din 6.000 de soldați aflați sub conducerea generalului-maior Kiyotake Kawaguchi, în Bătălia de la Edson’s Ridge.
Japonezii au încercat din nou să ocupe aerodromul în luna octombrie, când au trimis în zona Guadalcanal încă 15.000 de infanteriști ai Armatei Imperiale Japoneze, cei mai mulți din cadrul Diviziei a 2-a Infanterie. În plus față de transporturile de soldați și armament din cadrul operațiunii „Tokyo Express”, japonezii au reușit să efectueze și un transport cu nave mari și lente. Acest transport a fost favorizat de executarea unui bombardament de noapte asupra aerodromului cu două nave de război. Atacul a avut loc pe 14 octombrie și a avariat grav pistele aerodromului, a distrus jumătate din avioane și a incendiat cea mai mare parte a combustibilului. În ciuda pierderilor, personalul aerodromului a reușit să repare două piste, să repare și să înlocuiască avioanele. După ce a fost livrat și combustibilul necesar, în câteva săptămâni, CAF a fost readusă la nivelul de dinainte de bombardament.
Următoarea încercare a japonezilor de a ocupa insula cu noile trupe a avut loc în perioada 20-26 octombrie. În Bătălia pentru Handerson Field japonezii au fost înfrânți, dar cu pierderi mari din partea aliaților. În același timp, amiralul Isoroku Yamamoto, comandantul Flotei Combinate japoneze, a învins forțele navale ale SUA în Bătălia din Insulele Santa Cruz, îndepărtându-le din zonă. Totuși, portavioanele japoneze au fost nevoite să se retragă, din cauza pierderii avioanelor și a echipajelor acestora. Ulterior, Navele lui Yamamoto s-au întors la bazele din Truk, în Micronezia, unde era și cartierul său general, și la Rabaul, iar trei portavioane s-au întors în Japonia pentru reparații și retehnologizare.

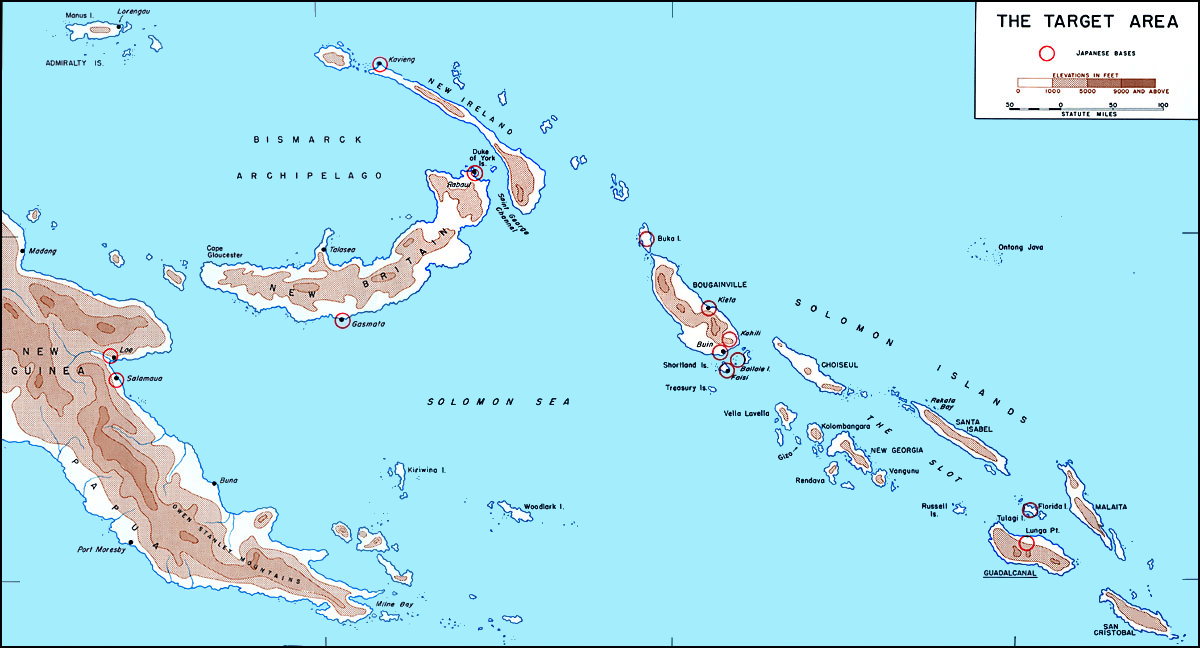
Insulele Solomon. Insulele Solomon. Strâmtoarea Georgia se află în centrul insulelor, din Bougainville și Shortland (centru) la Guadalcanal (dreapta jos).

Armata japoneză a plănuit un alt atac asupra Insulei Guadalcanal pentru noiembrie 1942, dar avea nevoie de întăriri înainte de a începe operațiunea. Armata i-a cerut asistență lui Yamamoto pentru a i se trimite ajutorul necesar pe insulă și pentru a face aerodromul neoperațional. Pentru a trimite ajutorul necesar, Yamamoto a însărcinat 11 transportoare mari cu transportul a 7.000 de soldați din cadrul Diviziei 38 Infanterie, muniția, alimentele și echipamentul greu care le aparține acestora, de la Rabaul la Guadalcanal. Yamamoto a trimis pe 9 noiembrie două cuirasate de la Truk ca forță navală de sprijin. Cele două nave, Hiei și Kirishima, echipate cu bombe cu fragmentare, urmau să bombardeze aerodromul în noaptea de 12-13 noiembrie pentru a distruge pistele și avioanele cu scopul de a permite navelor de transport de mai dimensiuni și lente să ajungă la Guadalcanal și să își descarce încărcăturile în cursul zilei următoare. Recent promovatul vice-amiral Hiroaki Abe comanda flota de nave de pe cuirasatul Hiei.
Din cauza permanentei amenințări reprezentate de avioanele și navele de război japoneze, aliaților le-a fost greu să își aprovizioneze forțele din Insula Guadalcanal, care se aflau adesea sub atacurile conduse de japonezi de pe uscat și de pe mare. La începutul lunii noiembrie 1942, serviciile de informații ale aliaților au aflat că japonezii se pregăteau din nou să atace Henderson Field. Astfel, pe 11 noiembrie, Statele Unite au trimis la Guadalcanal Task Force 67, un convoi de mari dimensiuni cu întăriri și provizii, împărțit în două grupe, comandat de contraamiralul Richmond K. Turner. Convoiul de aprovizionare era apărat de două unități comandate de contraamiralii Daniel J. Callaghan și Norman Scott, precum și de avioane de pe aerodromul Henderson Field. Navele de transport au fost atacate de câteva ori pe 11 și 12 noiembrie, în apropiere de Gaudalcanal, de avioanele japoneze cu baza la Buin, Insula Bougainville, dar cele mai multe au fost descărcate fără a suferi pagube majore. Douăsprezece avioane japoneze au fost doborâte de artileria anitaeriană de pe navele americane sau de avioanele care au decolat de pe aerodromul Henderson Field.

## Prima bătălie navală de la Guadalcanal, 13 noiembrie

### Preludiu

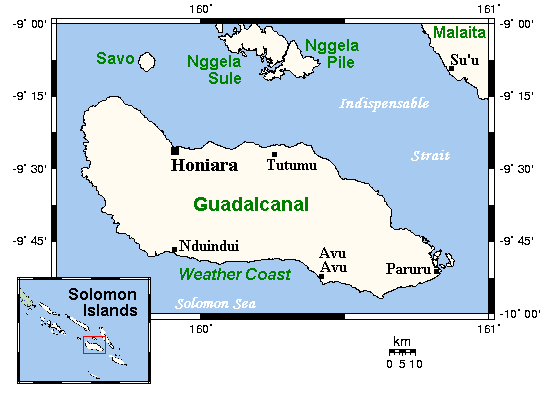
Localizarea insulei Guadalcanal pe hartă şi vedere de aproape.

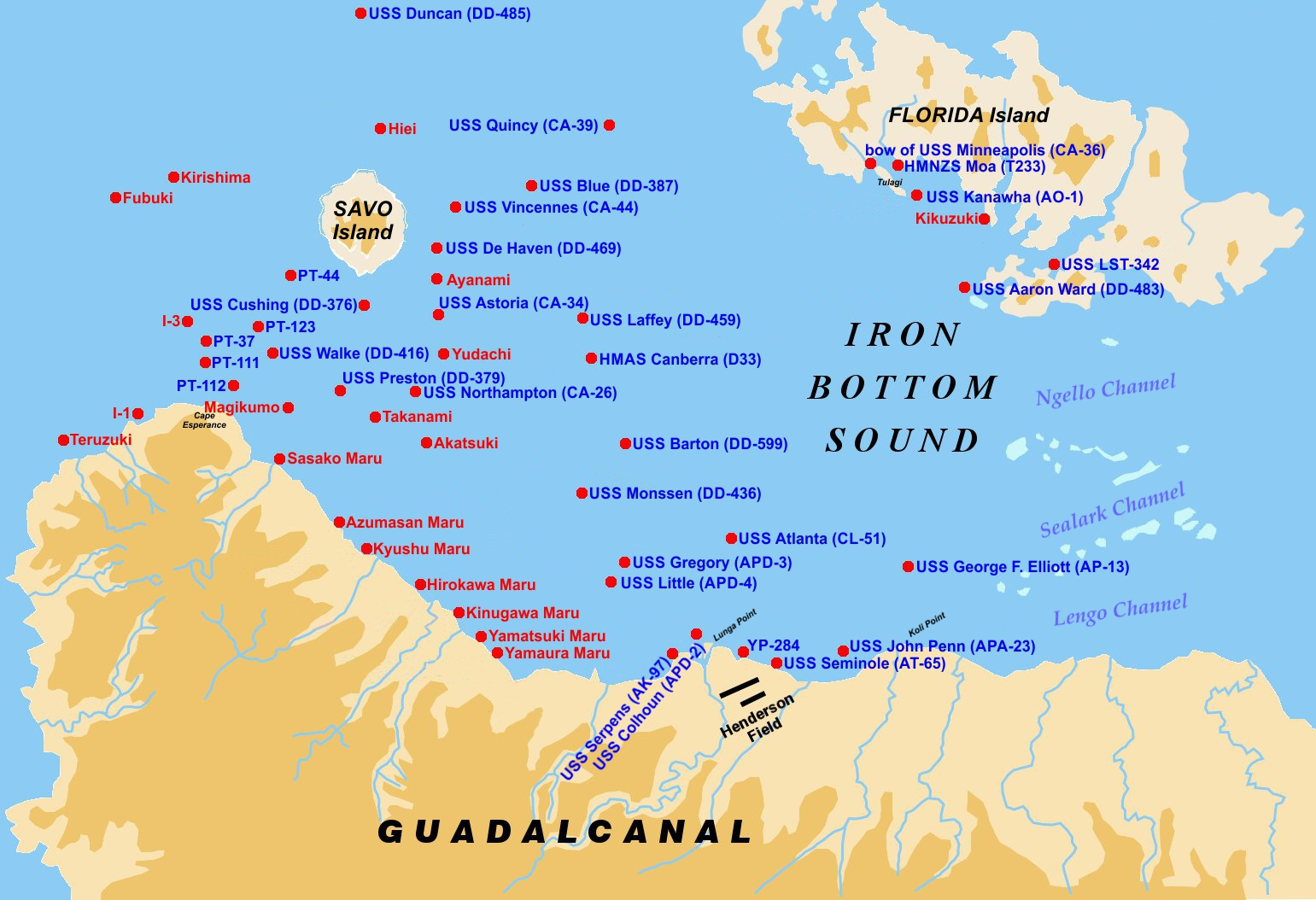
Hartă a zonei „Savo Sound” pe care sunt marcate locurile unde s-au scufundat nave. Numărul acestora justifică denumirea de „Ironbottom Sound”

Flotele comandate de Abe s-au reunit la 130 km nord față de Strâmtoarea Indispensable și s-au îndreptat spre Guadalcanal pe 12 noiembrie, estimându-se că navele de război vor atinge ținta în dimineața zilei de 13 noiembrie. Convoiul de nave lente și cele 12 distrugătoare din escortă, sub comanda lui Raizo Tanaka, au început călătoria prin Strâmtoarea Georgia plecând din Insulele Shortland. Sosirea acestora la Guadalcanal era estimată pentru noaptea de 13/14 noiembrie. 
În afară de cuirasatele Hiei și Kirishima, flota condusă de Abe includea crucișătorul Nagara și 11 distrugătoare: Samidare, Murasame, Asagumo, Teruzuki, Amatsukaze, Yukikaze, Ikazuki, Inazuma, Akatsuki, Harusame și Yudachi.
Trei alte distrugătoare, Shigure, Shiratsuyu și Yugure vor asigura ariergarda în Insulele Russell în timpul incursiunii lui Abe prin apele din zona Insulei Savo, situată la nord de Guadalcanal. Această zonă va fi denumită Ironbottom Sound (fund de mare din fier) din cauza numărului de bătălii și de confruntări. 
Avioanele de recunoaștere americane au observat că navele japoneze se apropie și au alertat comandamentul aliaților. 
Astfel avertizat, Turner a desprins toate navele de război care puteau fi folosite pentru a proteja trupele de pe insulă de atacul japonez așteptat atât de pe mare, cât și de pe uscat. Turner a ordonat navelor de aprovizionare care se aflau la Guadalcanal să plece cel mai târziu în seara zilei de 12 noiembrie. Callaghan avea o vechime cu câteva zile mai mare decât experimentatul Scott, astfel că a fost pus la comandă.
Callaghan și-a pregătit armata pentru a se opune japonezilor în aceeași noapte în zona Savo Sound. Flota sa cuprindea două crucișătoare grele,  San Francisco  și Portland, trei crucișătoare ușoare, Helena, Juneau  și Atlanta, opt distrugătoare: Cushing, Laffey, Sterett, O’Bannon, Aaron Ward, Barton, Monssen  și Fletcher. Callaghan era la comandă pe crucișătorul San Francisco.
În timpul apropierii de Guadalcanal, flota japoneză a trecut printr-o zonă cu ploaie în rafale intense.  Din cauza vremii nefavorabile, la care s-au adăugat dispunerea complexă și câteva ordine confuze date de Abe, flota s-a împărțit în câteva grupuri. 
Flota americană s-a dispus într-o singură coloană în jurul Ironbottom Sound, cu distrugătoarele în fața și în spatele coloanei, iar crucișătoarele în mijloc. Cinci nave dispuneau de radarul SG, dar Callaghan nu a dispus niciuneia dintre aceste nave să se plaseze în fața coloanei și nici nu a ales una dintre ele pentru a-și comanda flota de la bordul ei. Callaghan nu le-a furnizat comandanților de nave un plan de bătălie.

### Acțiune
Aproximativ la ora 01:25 în data de 13 noiembrie, într-un întuneric aproape complet din cauza vremii nefavorabile și a lunii noi, navele japoneze au intrat în zona Sound, situată între Insula Savo și Insula Guadalcanal, și s-au pregătit să bombardeze Henderson Field cu muniție explozivă special adusă pentru acestă misiune. 
Navele au venit dinspre vestul Insulei Savo și au intrat în zonă dinspre nord-vest, direct din Strâmtoarea Noua Georgie, și nu dinspre nord, așa cum se așteptau americanii. 
Spre deosebire de navele americane, navele japoneze mai participaseră la alte lupte intense de noapte, efectuaseră trageri și exerciții în timpul nopții, iar această experiență ar fi putut fi decisivă nu doar în lupta care urma, dar și în alte câteva bătălii navale de la Guadalcanal care vor veni după acest moment.
Radarele câtorva nave americane au detectat navele japoneze, începând cu ora 01:24, dar au avut probleme cu sistemele de comunicații  și nu au putut să-i transmită informația lui Callaghan. Problemele erau cauzate de lipsa de experiență a echipajelor care nu erau obișnuite să lucreze ca o unitate navală, de lipsa de disciplină în ceea ce privește procedurile de comunicare și de echipamentele radio. 
Un mesaj a fost transmis și recepționat, dar nu a ajuns la comandant la timp pentru a putea fi procesat și folosit, pentru că radarul era încă ignorat și încă nu era apreciată capacitatea acestuia de a furniza informații exacte cu privire la autenticitatea obiectului detectat și la distanța față de acesta. La aceste cauze s-a adăugat lipsa de experiență în coordonarea informațiilor arătate de radar cu informațiile obținute prin percepție vizuală. 
Amiralul Callaghan a pierdut timp încercând să pună cap la cap informațiile indicate de radar referitoare la poziții și distanțe cu ceea ce putea să vadă pe mare; iar în condițiile din noaptea respectivă nu putea să vadă prea mult. La acel moment Callaghan conducea bătălia de pe punte și nu dintr-un centru de operațiuni, iar operatorii radar transmiteau informațiile de pe nave care nici măcar nu se aflau în câmpul său vizual.  Analiza acestei bătălii și a celor care i-au urmat a dus la apariția centrelor de operațiuni pe nave la mijlocul anului 1943.
Câteva minute mai târziu, ambele armate s-au putut vedea, aproape simultan, dar comandanții au ezitat să ordone atacul. Abe a fost surprins de cât de aproape se aflau navele americane și, pentru că avea punțile pline de muniție explozivă, nu a putut să se hotărască dacă să se retragă pentru puțin timp pentru a schimba muniția explozivă cu muniție anti-navă sau să continue să înainteze. A hotărât să meargă mai departe. 
Callaghan a intenționat să încerce manevra "cross the T", așa cum Scott făcuse în bătălia de la Capul Speranța. Indus în eroare de informațiile incomplete pe care le primea și pentru că dispunerea navelor japoneze consta în câteva grupuri răzlețe, Callaghan a dat câteva ordine confuze cu privire la deplasarea navelor și a întârziat prea mult să acționeze.
Dispunerea navelor americane a început să se destrame și astfel pare că a intervenit un nou motiv de întârziere pentru Callaghan care a încercat mai întâi să le alinieze din nou. 
În acest timp, navele inamice au început să se amestece, în timp ce comandanții acestora așteptau ordinul de a deschide focul.

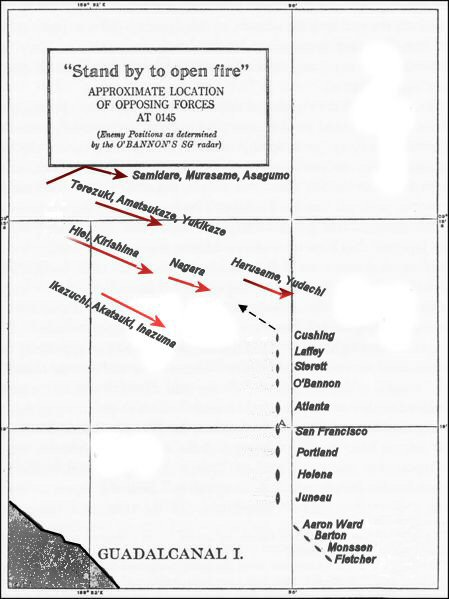
Poziţiile navelor japoneze şi americane la ora 1:45, pe 13 noiembrie. Ambele părţi au deschis focul la ora 1:48, în timp ce formaţiile de luptă ale celor doi adversari începuseră să se destrame.

La 1:48, Akatsuki și Hiei au aprins proiectoarele de căutare și au luminat crucișătorul Atlanta aflat la numai 2.700 m, la limita minimă a distanței de tragere pentru artilerie. Câteva nave au deschis focul de pe ambele părți, spontan. Înțelegând că navele sale sunt aproape înconjurate de navele japoneze, Callaghan a emis ordinul care a produs confuzie: „Navele impare deschid focul la tribord, navele pare, la babord.”
Trebuie notat că niciun ordin anterior bătăliei nu stabilise care sunt navele pare și care sunt cele impare și că dispunerea pentru luptă era deja haotică. Cele mai multe din navele americane au deschis focul, deși câteva au fost nevoite să-și schimbe repede țintele pentru a se conforma ordinelor lui Callaghan. 
Cum navele pătrunseseră unele printre altele, s-au angajat într-o luptă haotică și confuză, corp la corp, în care japonezii erau avantajați de experiența anterioară în luptele de noapte. După luptă, un ofițer de pe distrugătorul Monssen a spus că i s-a părut ca o luptă cu împușcături într-un bar, după ce se stinge lumina.
Cel puțin șase din navele americane, Laffey, O'Bannon, Atlanta, San Francisco, Portland și Helena au deschis focul asupra distrugătorului Akatsuki, care a atras atenția asupra sa cu luminile de căutare. Akatsuki a fost lovit de mai multe ori, a explodat și s-a scufundat în câteva minute.
Poate pentru că era crucișătorul din fruntea dispunerii de luptă americane, Atlanta a fost luat la țintă de câteva nave japoneze, probabil de Nagara, Inazuma și Ikazuchi, pe lângă Akatsuki. Bombardamentul i-a produs avarii importante, iar o lovitură cu o torpilă Type 93 i-a tăiat toată puterea motoarelor.
Atlanta a intrat în bătaia tunurilor de pe crucișătorul San Francisco care a tras din eroare și asupra ei, producându-i pagube și mai mari, uciderea amiralului Scott și a unei părți a echipajului de pe punte. Fără energie și fără a mai putea să își folosească artileria, Atlanta a plutit în derivă și a ieșit din zona bătăliei în timp ce navele japoneze treceau pe lângă ea. Distrugătorul Cushing a fost prins într-un foc încrucișat între câteva distrugătoare japoneze și, probabil, crucișătorul Nagara. Și el a fost grav avariat și s-a scufundat.
Hiei, cu cele 9 proiectoare de căutare, și având curs direct înspre navele americane, a devenit ținta artileriei de pe multe din navele inamice. Distrugătorul Laffey a ajuns atât de aproape de Hiei, încât navele au fost nevoite să evite o coliziune când se aflau la o distanță de 6 m.
Hiei nu a putut să coboare bateriile de artilerie suficient de mult ca să lovească distrugătorul Laffey, dar Laffey a fost în stare să lovească suprastructura crucișătorului cu proiectile de 130 mm și cu focuri de arme automate, producându-i pagube importante la suprastructură și la punte. Amiralul Abe a fost rănit, iar șeful său de personal a fost ucis. 
Abe nu a mai avut astfel întreaga capacitate de a-și dirija navele în bătălie.
Sterett și O’Bannon au tras alte focuri asupra suprastructurii cuirasatului Hiei, de la mică distanță, și probabil una sau două torpile în carenă, producându-i și alte pagube înainte de a fugi în întuneric.

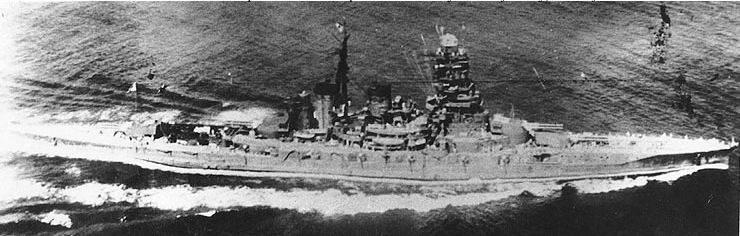
Cuirasatul „Hiei” în 1942

Neputând să tragă cu bateria principală sau cu cea secundară asupra celor trei distrugătoare care i-au produs atâtea probleme, Hiei s-a concentrat asupra crucișătorului San Francisco care la acel moment trecea la o distanță de 2.300 m.
Hiei, Kirishima, Inazuma și Ikazuchi au tras de mai multe ori asupra crucișătorului San Francisco, căruia i-au distrus sistemul de direcție. Au fost uciși amiralul Callaghan, căpitanul Cassin Young și cei mai mulți dintre membrii echipajului de punte. Primele salve trase de pe Hiei și de pe Kirishima au fost bombe cu fragmentare care au produs daune destul de mici în interiorul crucișătorului, ceea ce l-a salvat de la o scufundare imediată. Pentru că nu se așteptau la o confruntare de la o distanță atât de mică, echipajelor celor două crucișătoare japoneze le-a luat câteva minute să schimbe muniția cu fragmentare cu muniție antiblindaj. Totuși, San Francisco, aflat pe moment fără puterea de a se apăra singur, a reușit să navigheze în afara zonei de conflict.
San Francisco a lovit cuirasatul Hiei cu un proiectil în timpul schimbului de focuri, iar lovitura a dus la inundarea camerei mecanismului de direcție și la întreruperea funcționării generatoarelor, ceea ce a dus la limitarea posibilităților de manevrare a navei. Helena l-a urmat pe San Francisco pentru a-l proteja de alte pericole.
Două dintre distrugătoarele americane au fost scoase definitiv din luptă. Fie Nagara, fie distrugătoarele Teruzuki sau Yukikaze, l-au ajuns pe Cushing care se afla în derivă și l-au bombardat, scoțându-i din funcțiune toate sistemele. 
Incapabil să răspundă focului, echipajul de pe Cushing a abandonat nava. Cushing s-a scufundat câteva ore mai târziu.
Laffey, care scăpase din confruntarea cu Hiei, s-a întâlnit cu Asagumo, Murasame, Samidare și, poate, Teruzuki.
Distrugătoarele japoneze au tras în Laffey, iar o torpilă i-a distrus chila. Câteva minute mai târziu, un incendiu a aprins depozitul de muniție, astfel că Laffey a explodat și s-a scufundat.
Portland, după ce a ajutat la scufundarea lui Akatsuki, a fost lovit de o torpilă de pe Inazuma sau de pe Ikazuchi. Lovitura i-a produs avarii grave la pupa, astfel că nu mai putea fi manevrat decât în cerc. După ce s-a învârtit o dată, a tras patru salve către Hiei, dar nu a mai luat parte prea mult la bătălie.
Yudachi și Amatsukaze au atacat singure cele cinci nave din ariergarda dispozitivului de luptă american. Două torpile de pe Amatsukaze l-au lovit pe Barton care s-a scufundat imediat cu tot echipajul.
Yudachi l-a lovit pe Juneau cu o torpilă. Motoarele lui Juneau s-au oprit, chila i-a fost distrusă, iar cea mai mare parte a sistemelor sale au fost afectate. S-a întors către est și a ieșit din zona de conflict.
Monssen a reușit să evite epava lui Barton și a înaintat cu toată viteza, căutând ținte. A fost observat de Asagumo, Murasame și Samidare care tocmai terminaseră treaba cu Laffey. Acestea au tras în Monssen, l-au avariat grav și au forțat echipajul să îl părăsească. Monssen s-a scufundat ulterior.

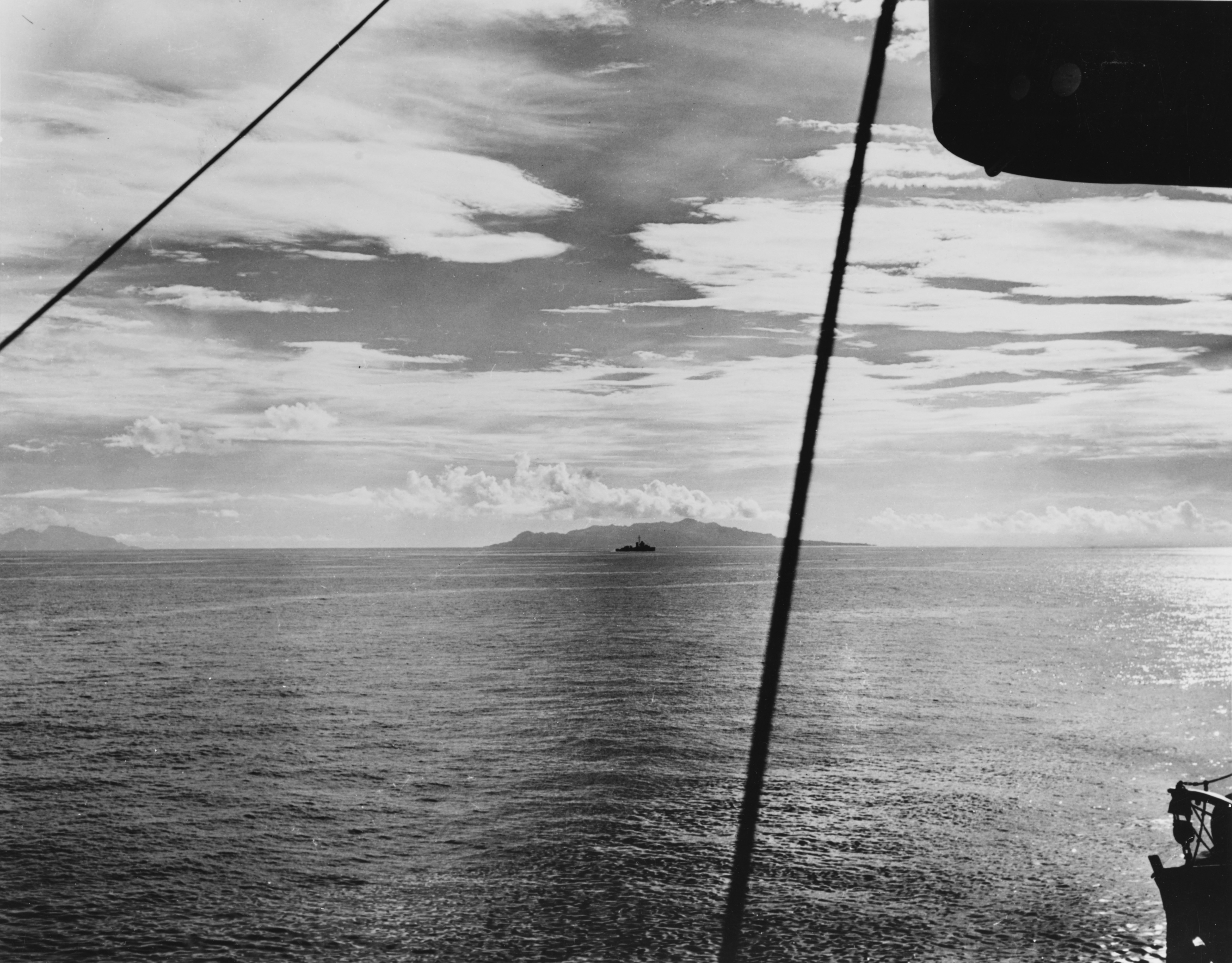
Zona „Ironbottom Sound”. Cea mai mare parte a bătăliei navale din 13 noiembrie a avut loc în zona dintre Insula Savo (în centru) și Insula Guadalcanal (în stânga).

Amatsukaze l-a atacat pe San Francisco cu intenția de a-l elimina din luptă. Concentrându-se pe San Francisco, Amatsukaze nu a observat că era atacat de Helena care a i-a dat câteva lovituri în plin, trase de la distanță mică și care l-au scos din luptă. Grav avariat, Amatsukaze a scăpat ascuns de o perdea de fum în timp ce atenția echipajului de pe Helena era atrasă de atacul pornit de Asagumo, Murasame și Samidare.
Aaron Ward și Sterett, care căutau singure ținte, l-au observat pe Yudachi care aparent nu sesizase că distrugătoarele americane se apropiau.
Ambele nave americane l-au lovit pe Yudachi, simultan, cu proiectile și cu torpile, producându-i avarii importante care au determinat echipajul să-l abandoneze.
Totuși, nava nu s-a scufundat imediat. Continuându-și cursul, Sterett a fost atacat brusc de Teruzuki, a fost grav avariat și a fost forțat să se retragă din bătălie către est.
Aaron Ward a fost lichidat într-un duel cu Kirishima, duel pe care distrugătorul l-a pierdut. A încercat să se retragă din zona de conflict către est, dar s-a oprit întrucât motoarele fuseseră avariate.
După 40 de minute de lupte grele, cele două părți au încetat focul la 2:26, după ce Abe și căpitanul Gilbert Hoover (căpitanul crucișătorului Helena și ofițerul cu cel mai mare grad care a supraviețuit acestei lupte) au ordonat retragerea.
Amiralul Abe avea un cuirasat (Kirishima), un crucișător ușor (Nagara), patru distrugătoare (Asagumo, Teruzuki, Yukikaze și Harusame) avariate ușor și patru distrugătoare (Inazuma, Ikazuchi, Murasame și Samidare) cu avarii moderate. Statele Unite nu mai aveau decât un crucișător ușor (Helena) și un distrugător (Fletcher) care mai erau capabile să lupte. Deși poate era neclar pentru Abe, acesta avea posibilitatea să bombardeze aerodromul Henderson și să alunge armata americană din zonă, curățând drumul pentru debarcarea în siguranță a trupelor și a proviziilor la Guadalcanal.
Totuși, în acest punct crucial, Abe a ales să abandoneze misiunea și să plece din zonă. Câteva motive ar fi putut să-l determine să ia o asemenea decizie. O mare parte din muniția necesară pentru bombardament fusese consumată în bătălie. Dacă nu reușea să distrugă aerodromul, navele sale urmau să fie vulnerabile atacului aerian care ar fi putut fi pornit în zori. Este posibil ca rănile pe care le suferise și moartea unor membrii ai echipei sale de conducere să-i fi afectat judecata. Poate că nici nu a fost sigur câte nave mai are apte de luptă și câte nave mai au americanii, din cauza problemelor de comunicație create de avarierea lui Hiei. Mai mult, navele sale se împrăștiaseră și i-ar fi luat ceva timp să le adune într-o formație coordonată pentru misiunea de a ataca aerodromul și ce mai rămăsese din flota americană. Indiferent de motiv, Abe a cerut retragerea, deși Yukikaze și Teruzuki au rămas în urmă pentru a-l sprijini pe Hiei.
Samidare a adunat supraviețuitorii de pe Yudachi la ora 03:00 înainte de a se alătura celorlalte nave japoneze în retragerea către nord.

### Urmări

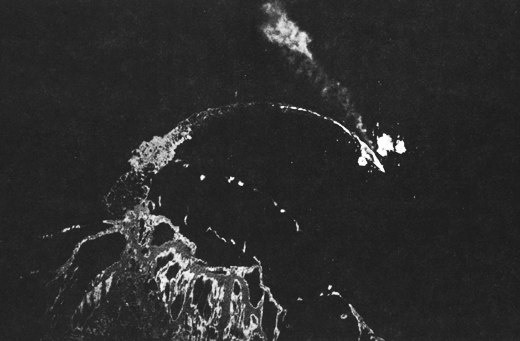
Hiei, care pierde combustibil, este atacat de bombardiere americane B-17 de la mare altitudine pe 13 noiembre 1942, în nordul Insulei Savo.

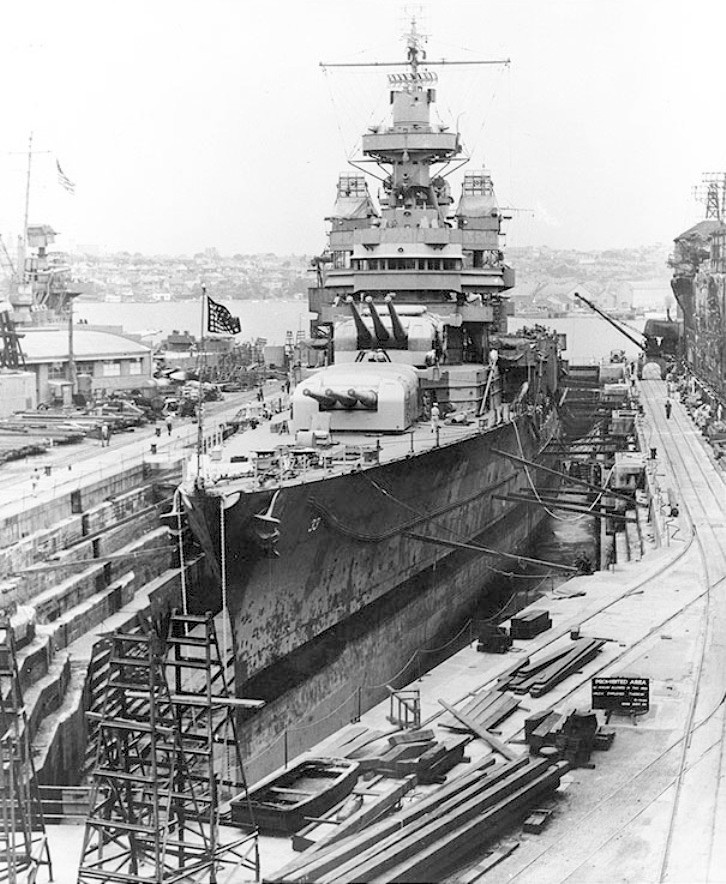
Portland în cursul reparaţiilor din docul uscat în Sidney, Australia, la o lună după bătălie.

Pe 13 noiembrie, la ora 03:00, amiralul Yamamoto a amânat planul de debarcare a transporturilor, iar navele s-au întors în Insulele Shortland pentru a aștepta ordinele următoare.
În zori se puteau vedea trei nave japoneze avariate (Hiei, Yudachi și Amatsukaze) și trei americane (Portland, Atlanta și Aaron Ward) care încă se mai aflau în apropierea Insulei Savo. Amatsukaze a fost atacat de bombardierele americane, dar a scăpat navigând spre Truk și s-a întors în luptă câteva luni mai târziu. Epava lui Yudachi a fost scufundată de Portland ale cărui tunuri încă mai funcționau, în ciuda avariilor pe care nava le suferise.
Puitorul de mine Bobolink a navigat în zona Ironbottom Sound în ziua de 13 noiembrie pentru a ajuta navele americane avariate, pentru a salva supraviețuitorii americani și, conform relatărilor, pentru a împușca supraviețuitorii japonezi.
Hiei a fost atacat de mai multe ori de torpiloarele TBF Avenger de pe Henderson Fields, de bombardiere în picaj Douglas SBD Dauntless de pe portavionul Enterprise, care plecase din Nouméa pe 11 noiembrie, și de bombardiere grele B-17 Flying Fortress aparținând  Grupei 11 Bombardament a Forțelor Aeriene ale Statelor Unite ale Americii cu baza în Espiritu Santo. Abe și echipa lui s-au mutat pe Yukikaze la ora 08:15. Cuirasatului Kirishima i s-a cerut să-l remorcheze pe Hiei, escortat de Nagara și de distrugătoarele acestuia, dar încercarea a fost abandonată din cauza amenințării reprezentate de submarine și pentru că Hiei era din ce în ce mai afectat de avarii. 
După ce a suferit și mai multe pagube cauzate de atacurile aeriene, în seara de 13 noiembrie 1942, cuirasatul Hiei s-a scufundat la nord-vest de Insula Savo, probabil după ce a fost abandonat de echipajul care îi mai rămăsese.
Portland, San Francisco, Aaron Ward, Sterett și O'Bannon au fost în stare să se întoarcă în porturi pentru reparații. Atlanta s-a scufundat lângă Guadalcanal la ora 20:00 pe 13 noiembrie. 
În timp ce pleca din zona Insulelor Solomon cu San Francisco, Helena, Sterett și O'Bannon, în aceeași zi, Juneau a fost lovit de o torpilă lansată de pe submarinul japonez I-26 și s-a scufundat (9°11′10″S 159°53′42″E / 9.18611°S 159.89500°E). Cei 100 de supraviețuitori din echipajul de 697 de oameni au fost lăsați în ocean 8 zile până când au ajuns avioanele de salvare. Numai 10 soldați au mai putut fi salvați. În cele opt zile de așteptare ceilalți au murit din cauza rănilor, a vremii nefavorabile sau au fost mâncați de rechini. Printre cei morți au fost și cinci frați, frații Sullivan.
Din cauza modului confuz în care s-a desfășurat bătălia, americanii au crezut că au scufundat șapte nave japoneze.
Adăugând și retragerea japonezilor, americanii au fost de părere că au câștigat o victorie importantă. Numai după război Statele Unite au înțeles că au suferit o înfângere tactică.
Cu toate acestea, mulți istorici par să fie de acord că decizia lui Abe de a se retrage a făcut ca victoria sa tactică să se transforme într-o înfrângere strategică. Aerodromul Henderson Field a rămas operațional, iar avioanele erau gata să atace navele de transport japoneze care se apropiau de insulă.
Mai mult, japonezii au pierdut șansa de a alunga marina americană din zonă care, cu toate resursele sale, ar fi recuperat cu multă greutate poziția pierdută. Yamamoto, furios după unele relatări, i-a luat comanda lui Abe și, mai târziu, i-a ordonat să treacă în retragere. Totuși, pare că Yamamoto a fost mai furios din cauza pierderii cuirasatului Hiei, decât din cauza abandonării misiunii de aprovizionare sau a eșecului în alungarea americanilor de pe insulă.
Cu puțin înainte de amiază, Yamamoto i-a ordonat vice-amiralului Nobutake Kondō, comandantul Flotei a 2-a din Truk, să formeze o nouă unitate de bombardament în jurul navei Kirishima și să atace aerodromul Henderson Field în noaptea de 14-15 noiembrie.
Cu tot cu echipajul de pe Juneau, Statele Unite au pierdut 1.439 de soldați în bătălie. Japonezii au avut între 550 și 800 de morți.
Analizând impactul confruntării, istoricul Richard B. Frank arată:
Această acțiune este printre bătăliile cele mai confuze, duse cu furie și de la mică distanță. Sacrificiul lui Callaghan  și al flotei lui a câștigat o noapte de răgaz pentru aerodromul Henderson Field. Debarcarea ajutorului japonez a fost amânată, dar nu oprită și încă nu se primiseră vești de la cea mai mare parte a Flotei Combinate Japoneze.

## Alte lupte, 13-14 noiembrie

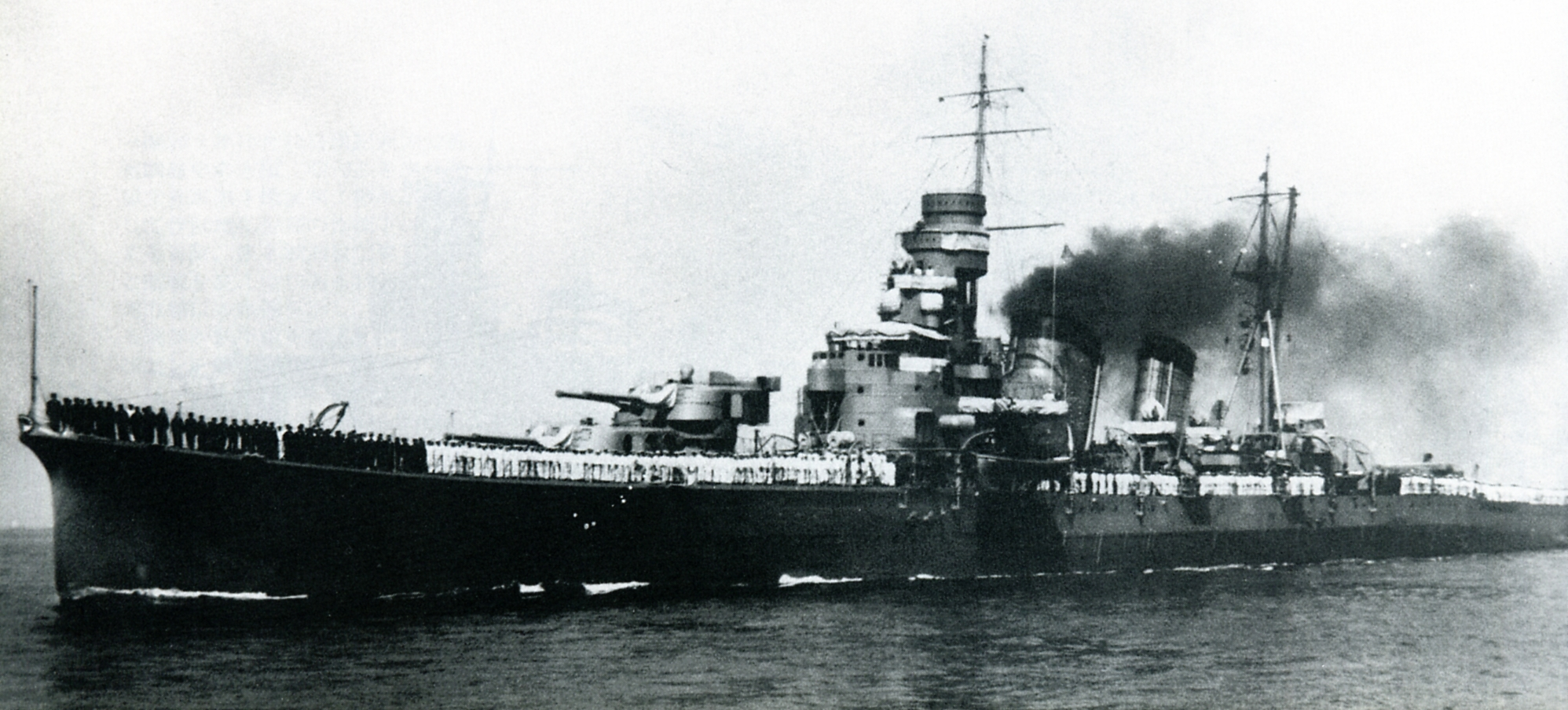
Crucişătorul japonez Kinugasa

Deși prima încercare eșuase, japonezii nu au renunțat să îndeplinească misiunea de a aduce întăriri la Guadalcanal, chiar dacă urma ca executarea acesteia să întârzie câteva zile. În după amiaza zilei de 13 noiembrie, Tanaka și cele 11 nave de transport și-au reluat călătoria către Guadalcanal. Unei unități de crucișătoare și distrugătoare din cadrul Flotei a 8-a a Marinei Imperiale Japoneze, cu baza la Rabaul, desemnată inițial să asigure debarcarea în seara zilei de 13 noiembrie, i s-a ordonat să preia misiunea în care a eșuat Abe și să execute bombardamentul asupra aerodromului Henderson Field. Cuirasatul Kirishima, după ce a abandonat efortul de salvare a cuirasatului Hiei, a pornit spre nord, printre Insula Santa Isabel și Insula Malaita împreună cu navele sale, pentru a se întâlni cu flota lui Kondo în largul insulelor Truk și a forma o nouă unitate de bombardament.
Flota a 8-a crucișătoare, aflată sub comanda vice-amiralului Gunichi Mikawa includea crucișătoarele grele Chōkai, Kinugasa, Maya,  Suzuya, crucișătoarele ușoare Isuzu, Tenryū și șase distrugătoare. Flota comandată de Mikawa a putut să se strecoare în zona Guadalcanal fără probleme, pentru că navele americane se retrăseseră. Suzuya și Maya, sub comanda lui Shōji Nishimura, au bombardat aerodromul Henderson Field, în timp ce restul navelor au păzit zona pentru a respinge eventualele atacuri pe mare din partea americanilor.
Bombardamentul, care a durat 35 de minute, a produs ceva avarii aerodromului și avioanelor, dar nu le-a făcut inutilizabile.
Flota japoneză a terminat bombardamentul în jurul orei 2:30, în ziua de 14 noiembrie, și a părăsit zona îndreptându-se spre Rabaul luând-o pe la sud de Insulele Noua Georgie.

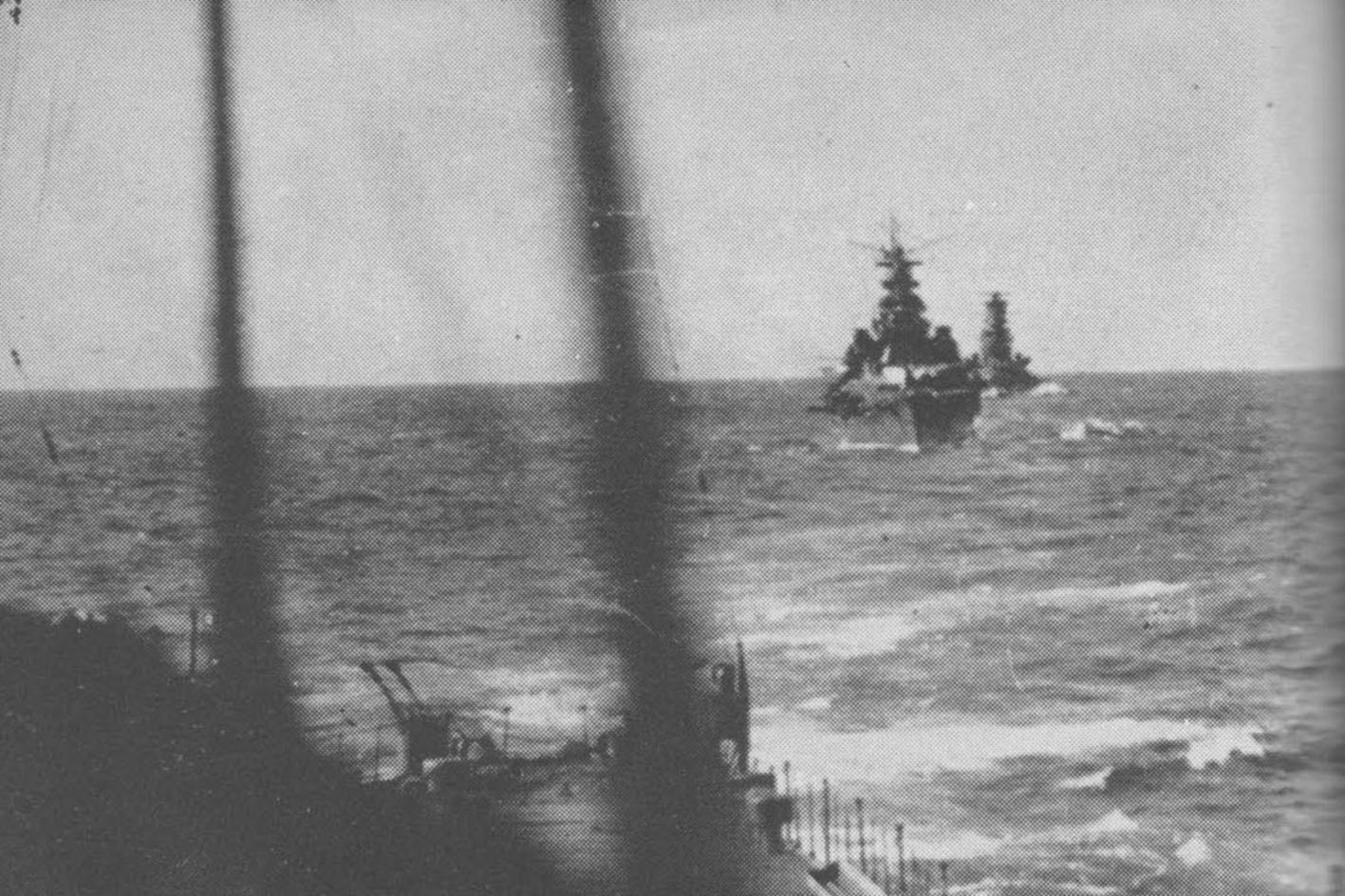
Flota lui Kondo se îndreaptă spre Guadalcanal în ziua de 14 noiembrie. Fotografia este făcută de pe crucişătorul Atago. Crucişătorul Takao este urmat de cuirasatul Kirishima.

În zori, avioanele de pe Henderson Field și de pe portavionul Enterprise (care staționa la 370 km sud de Guadalcanal), și-au început atacul, prima dată asupra flotei lui Mikawa care se îndepărta de Guadalcanal, apoi asupra convoiului de transport care se îndrepta spre Guadalcanal. Avioanele de pe Henderson Field au putut decola pentru că aveau o rezervă de 488 de butoaie, fiecare cu 208 litri (55 de galoane) de combustibil, ascuns în junglă de marinarul August Martello.
Atacul asupra flotei japoneze a dus la scufundarea navei Kinugasa (au murit 511 membri ai echipajului) și la avarierea navei Maya, care a fost obligată să se întoarcă în Japonia pentru reparații.
Atacurile aeriene repetate asupra navelor de transport au copleșit avioanele japoneze de luptă, au scufundat șase nave de transport și au silit alta să se întoarcă pentru că era mult prea avariată (ulterior această navă s-a scufundat). Supraviețuitorii de pe navele de transport au fost salvați de distrugătoarele din escortă și au fost duși în Insulele Shortland. Bilanțul a fost de 450 de morți. Celelalte patru nave de transport și patru distrugătoare și-au continuat marșul spre Guadalcanal după căderea întunericului, pe 14 noiembrie, dar au așteptat la vest de insulă ca bătălia navală să se termine înainte de a-și continua misiunea.
Armata „ad hoc” comandată de Kondo s-a reunit la Ontong Java în seara de 13 noiembrie, apoi a pornit în direcție opusă și s-a alimentat într-o zonă situată în afara razei de acțiune a bombardierelor de pe Henderson Field. Submarinul american Trout a urmărit navele japoneze, dar nu a putut să atace cuirasatul Kirishima în timp ce acesta se alimenta. Flota de bombardament a continuat marșul spre sud și a intrat în zona de acțiune a avioanelor de pe Henderson Field în după amiaza zilei de 14 noiembrie. Submarinul Flying Fish a observat navele inamice, a lansat cinci torpile, dar niciuna nu și-a atins ținta, și a raportat prin radio întâlnirea cu japonezii.

## A doua bătălie navală din Guadalcanal, 14-15 noiembrie

### Preludiu

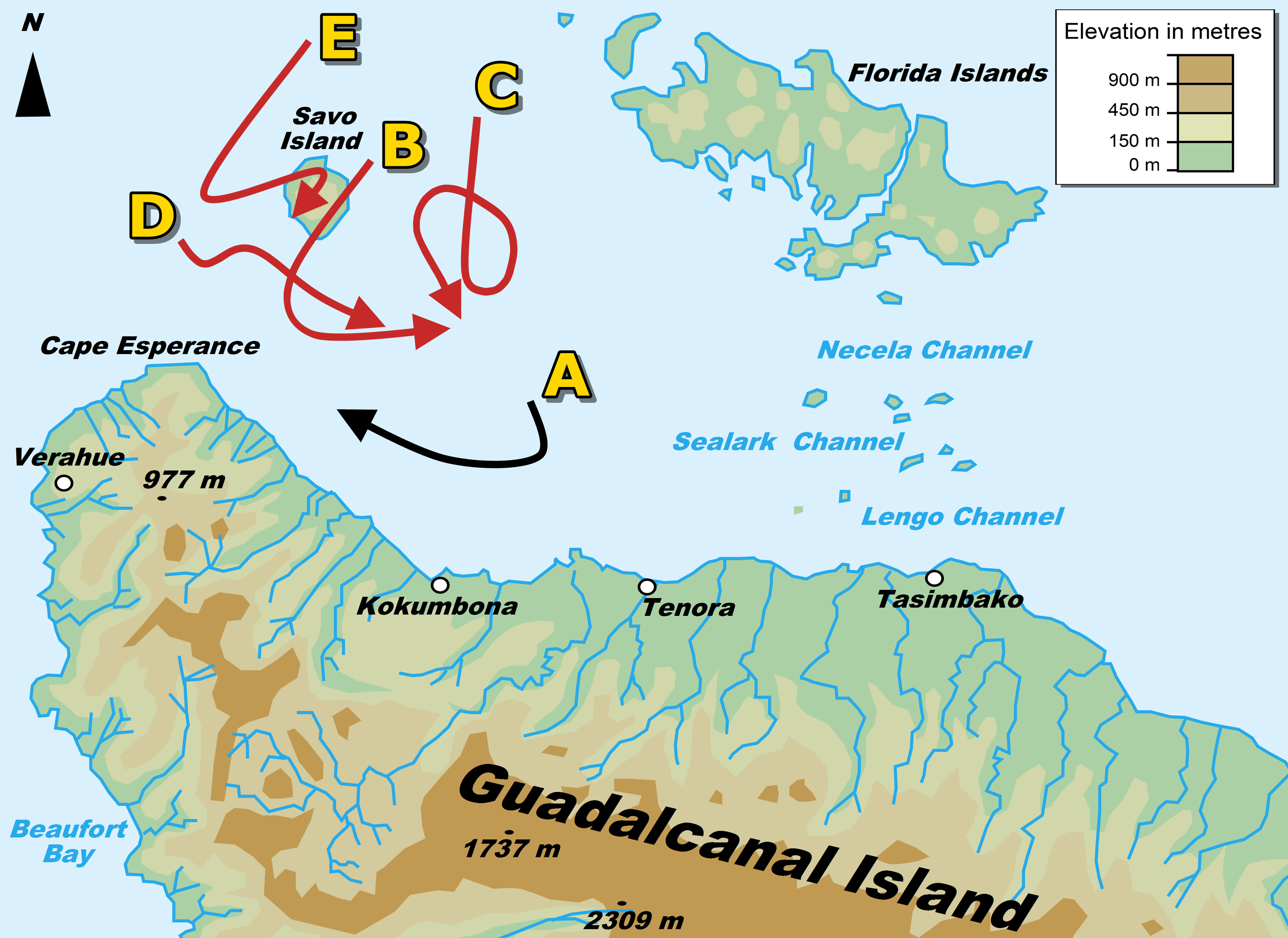
Prima etapă a bătăliei, între orele 23:17 şi 23:30, pe 14 noiembrie. Navele japoneze sunt marcate cu roşu, iar cele americane, cu negru.

Flota lui Kondo s-a apropiat de Guadalcanal venind prin Strâmtoarea Indispensable aproape de miezul nopții pe 14 noiembrie, iar luna aflată în primul pătrar făcea ca vizibilitatea să fie de aproximativ 7 km. Flota era compusă din: cuirasatul Kirishima, crucișătoarele grele Atago, Takao, crucișătoarele ușoare Nagara și Sendai și nouă distrugătoare, unele dintre acestea fiind distrugătoarele din escorta cuirasatului Kirishima și a crucișătorului Nagara care supraviețuiseră primei bătălii, din 13 noiembrie. Kondo își comanda flota de pe crucișătorul Atago.
Pentru că nu prea mai avea nave apte de luptă, amiralul William Halsey, Jr. a luat cuirasatele Washington și South Dakota din escorta portavionului Enterprise, a adăugat patru distrugătoare, și a constituit astfel Task Force 64 sub comanda amiralului Willis A. Lee, cu misiunea de a apăra Guadalcanal și Henderson Field. Era o flotă improvizată. Navele nu operaseră împreună decât câteva zile și cele patru nave de escortă proveneau din patru divizii diferite. Fuseseră alese dintr-un motiv foarte simplu: dintre toate distrugătoarele disponibile erau cele care aveau cea mai mare cantitate de combustibil.
Flota americană a ajuns în zona Ironbottom Sound în seara de 14 noiembrie și a patrulat în jurul Insulei Savo. Navele erau dispuse în coloană, cu distrugătoarele în față, urmate de cuirasatul Washington, iar cuirasatul South Dakota forma ariergarda. La 22:45 pe 14 noiembrie, radarele de pe South Dakota și de pe Washington au detectat flota lui Kondo în apropiere de Insula Savo, la aproximativ 18 km.

### Acțiune
Kondo a împărțit flota în câteva grupuri, unul dintre acestea, comandat de Shintaro Hashimoto, constând în Sendai și distrugătoarele Shikinami și Uranami, notat cu litera „C” pe harta din dreapta, urmând să navigheze pe partea de est a Insulei Savo. Distrugătorul Ayanami, notat cu „B”, urma să vină în jurul insulei, în sens invers orar, prin partea de sud-vest, pentru a verifica dacă navele americane sunt în zonă.
Navele japoneze au observat flota americană în jurul orei 23:00, iar Kondo a confundat cuirasatele cu crucișătoarele. Kondo a ordonat grupului Sendai, crucișătorului Nagara și altor patru distrugătoare („D” pe hartă) să atace și să distrugă navele americane înainte ca el să aducă cuirasatul Kirishima și crucișătoarele grele („E” pe hartă).
Flota americană („A” pe hartă) a detectat prezența grupului Sendai, dar nu a sesizat că mai sunt și alte grupuri de nave japoneze. Folosind țintele furnizate de radar, cuirasatele americane au deschis focul asupra grupului Sendai la ora 23:17. Amiralul Lee a ordonat încetarea focului cinci minute mai târziu, când radarele sale s-au întors spre grupul din nord care părea să dispară. Cu toate acestea, Sendai, Uranami și Shikinami nu au fost avariate și au ieșit în afara zonei de pericol.

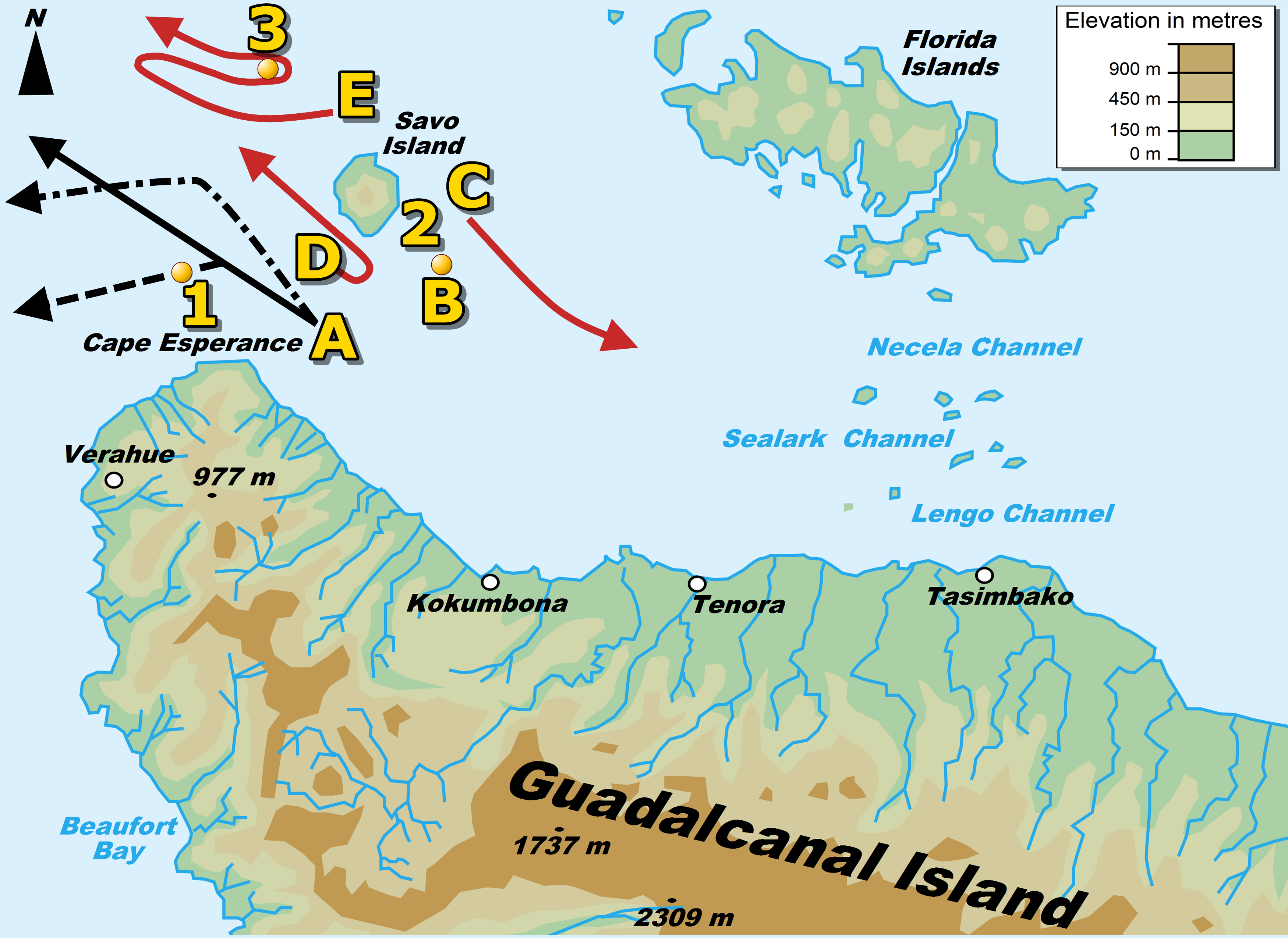
A doua parte a luptei, între orele 23:30 şi 02:00. navele japoneze sunt reprezentate cu roşi, cele americane, cu negru. Punctele galbene sunt nave scufundate.

În acest timp, cele patru distrugătoare din avangarda flotei americane au intrat în luptă cu grupul Ayanami și Nagara la 23:22. Nagara și distrugătoarele sale au răspuns cu lovituri precise de tun și torpile, iar distrugătoarele Walke și Preston au fost lovite și scufundate în mai puțin de 10 minute. O parte din prova distrugătorului Benham a fost distrusă de o torpilă, astfel că nava a fost nevoită să se retragă (s-a scufundat a doua zi). Distrugătorul Gwin a fost lovit în camera motoarelor și a fost scos din luptă.
Totuși, distrugătoarele americane și-au îndeplinit misiunea de a apăra cuirasatele, absorbind primul impact rezultat din contactul cu inamicul, deși cu costuri foarte mari.
Lee a ordonat retragerea pentru Benham și Gwin la 23:48.
Washington a trecut prin zona ocupată de distrugătoarele distruse și pe cale să se scufunde și a tras asupra lui Ayanami cu bateria secundară, incendiindu-l. Urmându-l îndeaproape, cuirasatul South Dakota a rămas brusc fără energie electrică, astfel că radarul, radioul și cele mai multe din bateriile de artilerie au devenit nefuncționale. Conform relatărilor, pana de curent a fost provocată de un inginer care, în timpul reparațiilor, a blocat un întrerupător de circuit contrar normelor de siguranță, astfel că circuitele navei au mers în serie. Totuși, South Dakota a continuat să navigheze în spatele cuirasatului Washington înspre partea de vest a Insulei Savo, până la ora 23:35 când Washington și-a schimbat cursul spre stânga pentru a trece spre sud, în spatele distrugătoarelor care ardeau. South Dakota a încercat să îl urmeze, dar a trebuit să se întoarcă spre dreapta pentru a-l evita pe Benham. Această manevră a făcut ca silueta crucișătorului să se profileze în fața incendiilor de pe distrugătoare, iar nava a devenit o țintă ușoară pentru japonezi.
Primind rapoarte despre avariile produse distrugătoarelor americane de la Ayanami și de la alte nave, Kondo și-a îndreptat forța de bombardament către Guadalcanal, crezând că flota americană fusese învinsă. Flota japoneză și cele două cuirasate americane se aflau acum față în față.
Aproape în întuneric și incapabil să își folosească bateria principală sau pe aceea secundară, cuirasatul South Dakota a fost prins de luminile de căutare și a devenit ținta artileriei și a torpilelor de pe cea mai mare parte din navele japoneze, inclusiv cele de pe Kirishima. Deși a fost în stare să-l țintească pe Kirishima cu câteva lovituri de artilerie, cuirasatul South Dakota a încasat două proiectile (din care unul nu a explodat) care i-au întrerupt complet comunicațiile și ceea ce îi mai rămăsese din controlul asupra artileriei, au incendiat porțiuni din puntea superioară și l-au forțat să se retragă din zona de conflict. Toate torpilele japoneze și-au ratat ținta. 
Amiralul Lee a descris efectul cumulativ al loviturilor asupra cuirasatului astfel: „au făcut ca un cuirasat nou să devină surd, mut, orb și impotent” Din echipajul de pe South Dakota, 39 de persoane au fost ucise și 59 au fost rănite. Cuirasatul s-a retras din bătălie la ora 00:17, fără să-l informeze pe amiralul Lee, spre bucuria mateloților lui Kondo.

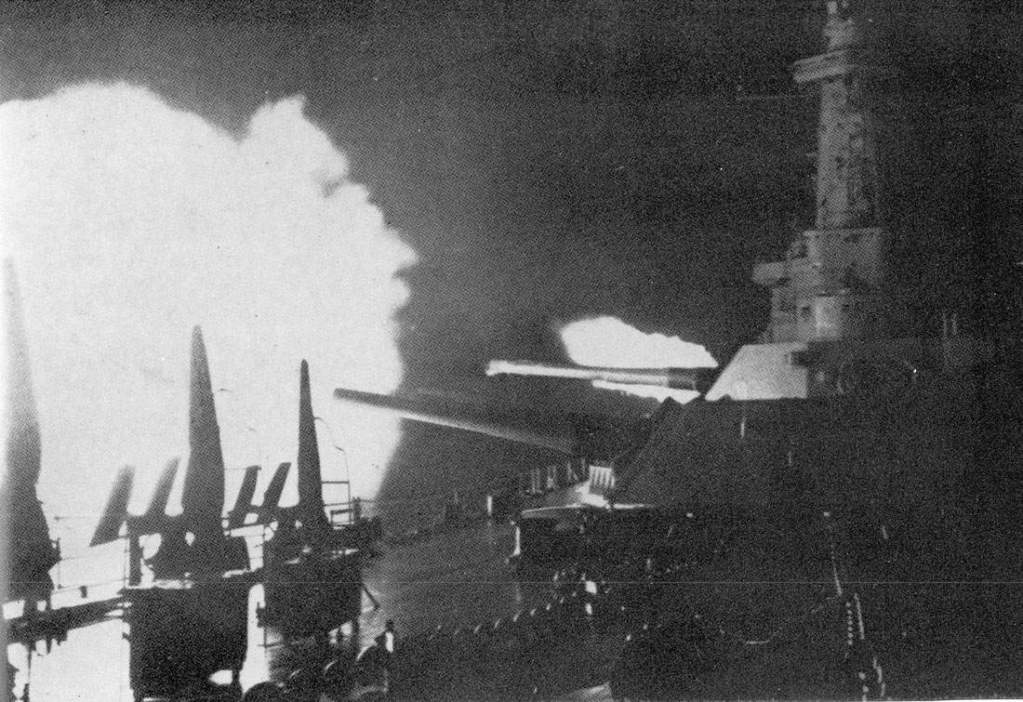
Washington trage asupra cuirasatului Kirishima în timpul bătăliei din 15 noiembrie.

Navele japoneze au continuat să-și concentreze focurile de artilerie asupra cuirasatului South Dakota și niciuna nu a observat că Washington s-a apropiat la mai puțin de 8,2 km. Washington urmărea o țintă mare, pe Kirishima, dar s-a abținut să tragă pentru că era posibil să fie cuirasatul american South Dakota. Washington nu a putut să urmărească mișcările cuirasatului South Dakota, pentru că acesta era într-un punct orb al radarului, iar Lee nu a putut să îl contacteze prin radio pentru a-i verifica poziția. Când japonezii l-au iluminat și l-au bombardat pe South Dakota, toate îndoielile referitoare la care navă este prietenă și care inamică au fost înlăturate. De la o distanță mică, Washington a deschis focul asupra cuirasatului Kirishima cu cel puțin 9 proiectile trase cu bateria principală și 40 cu bateria secundară, producându-i țintei grave avarii și incendiind-o. Kirishima a fost lovită sub linia de plutire, iar cârma i s-a blocat, ceea ce a făcut ca mișcările să nu îi mai poată fi controlate.
La ora 00:25, Kondo le-a ordonat tuturor navelor care mai erau în stare, să conveargă și să distrugă toate navele americane care au mai rămas în luptă. Totuși, navele japoneze încă nu știau unde se află Washington și alte nave americane care supraviețuiseră și plecaseră din zona de luptă. Washington a luat un curs spre nord-vest înspre Insulele Russell pentru a atrage navele japoneze mai departe de Guadalcanal și de South Dakota. Navele japoneze au observat într-un târziu unde se află Washington și au lansat câteva torpile, dar, cu ajutorul aptitudinilor căpitanului, cuirasatul le-a evitat pe toate și, de asemenea, a evitat să eșueze în apele puțin adânci. În cele din urmă, crezând că drumul era liber pentru convoiul de nave de transport (aparent fără să țină seama de pericolul pe care îl reprezenta atacul posibil al avioanelor din cursul dimineții), Kondo a ordonat navelor să se retragă din zonă în jurul orei 01:04. Ordinul a fost executat de cea mai mare parte a navelor japoneze până la ora 01:30.

### Urmări
Kirishima și Ayanami au fost scufundate la ora 03:25 pe 15 noiembrie. Uranami a salvat supraviețuitorii de pe Ayanami, iar distrugătoarele Asagumo, Teruzuki și Samidare au salvat cea a mai rămas din echipajul de pe Kirishima.
Au murit în această luptă 242 de soldați americani și 249 de soldați japonezi. A fost una din cele două lupte din întregul Război din Pacific în care navele s-au înfruntat direct, cealaltă fiind Bătălia din Strâmtoarea Surigao.

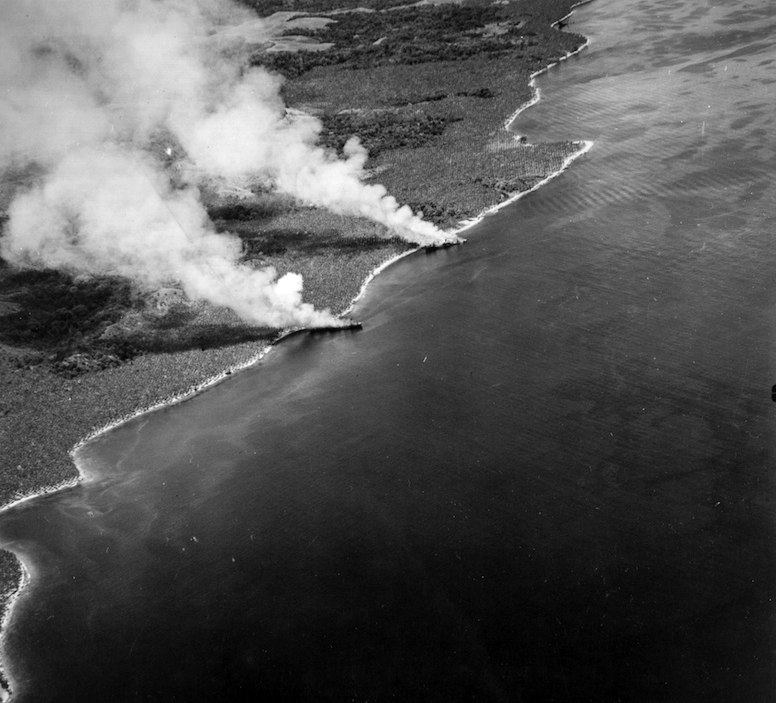
Două nave japoneze de transport trase la mal şi incendiate pe 15 noiembrie.

Cele 4 nave de transport japoneze au tras la mal la Tassafaronga pe Insula Guadalcanal la ora 04:00 pe 15 noiembrie, iar Tanaka și escorta de distrugătoare au plecat în viteză înspre Strâmtoarea Noua Georgie, în ape mai sigure. Navele de transport au fost atacate începând cu ora 05:55 de avioanele de pe Henderson Field și de pe alte baze, precum și de artileria din Insula Guadalcanal. Mai târziu, distrugătorul Meade s-a apropiat și a deschis focul asupra navelor de transport și asupra a tot ce se afla în jurul acestora. Aceste atacuri au incendiat navele de transport și au distrus echipamentul pe care japonezii încă nu îl descărcaseră. Numai 2.000-3.000 de soldați au ajuns la Guadalcanal, iar cea mai mare parte din muniții și provizii a fost pierdută.
Reacția lui Yamamoto cu privire la eșecul lui Kondo a fost mai blândă decât aceea provocată de retragerea lui Abe, poate și din cauza culturii marinei imperiale și din motive politice.
Kondo, care deținea a doua poziție la comada Flotei Combinate, făcea parte din eșalonul superior aflat la conducerea Marinei Imperiale Japoneze, în timp ce Abe nu era decât un ofițer specialist în distrugătoare. Amiralul Kondo nu a fost mustrat sau mutat, dar a fost lăsat la comanda unei nave mari din flota cu baza în Insula Truk.

## Semnificații
Eșecul de a duce în Insula Guadalcanal cea mai mare parte a trupelor și a proviziilor din convoiul de transport a împiedicat Japonia să mai încerce o altă ofensivă pentru a cuceri aerodromul Henderson Field. Marina Imperială Japoneză nu a putut să livreze decât proviziile necesare pentru subzistență și un număr mic de soldați pentru înlocuirea celor de pe insulă. Din cauza amenințării continue pe care o reprezentau avioanele americane cu baza pe Henderson Field sau pe portavioane, japonezii au continuat să folosească de sistemul Tokio Express pentru a livra ceea ce era necesar armatei din Guadalcanal. Totuși, aceste provizii și ritmul de înlocuire a soldaților nu erau suficiente pentru a susține armata de pe insulă, care, până pe 7 decembrie, a pierdut zilnic câte 50 de soldați din cauza malnutriției, a bolilor și a rănilor cauzate de atacurile aeriene și de pe uscat executate de aliați. Pe 12 decembrie 1942, Marina Imperială Japoneză a propus abandonarea Insulei Guadalcanal. În ciuda opoziției inițiale manifestate de șefii Armatei Imperiale Japoneze, care încă sperau că mai pot recuceri insula, Statul Major General, cu aprobarea Împăratului Japoniei, a fost de acord, pe 31 decembrie, cu evacuarea tuturor forțelor de pe insulă și stabilirea unei noi linii de apărare pentru Insulele Solomon în Strâmtoarea Noua Georgie.

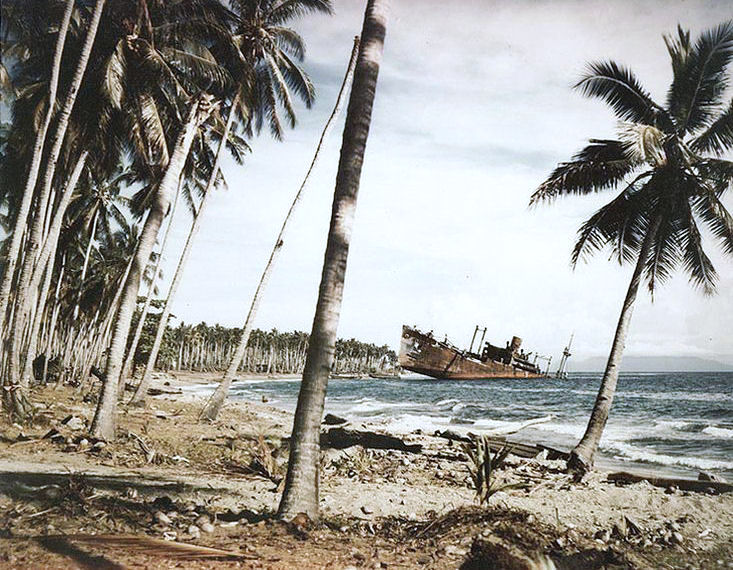
Epava navei de transport japoneze Kinugawa Maru, eşuată pe ţărm şi distrusă în ziua de 15 noiembrie 1942, fotografiată un an mai târziu.

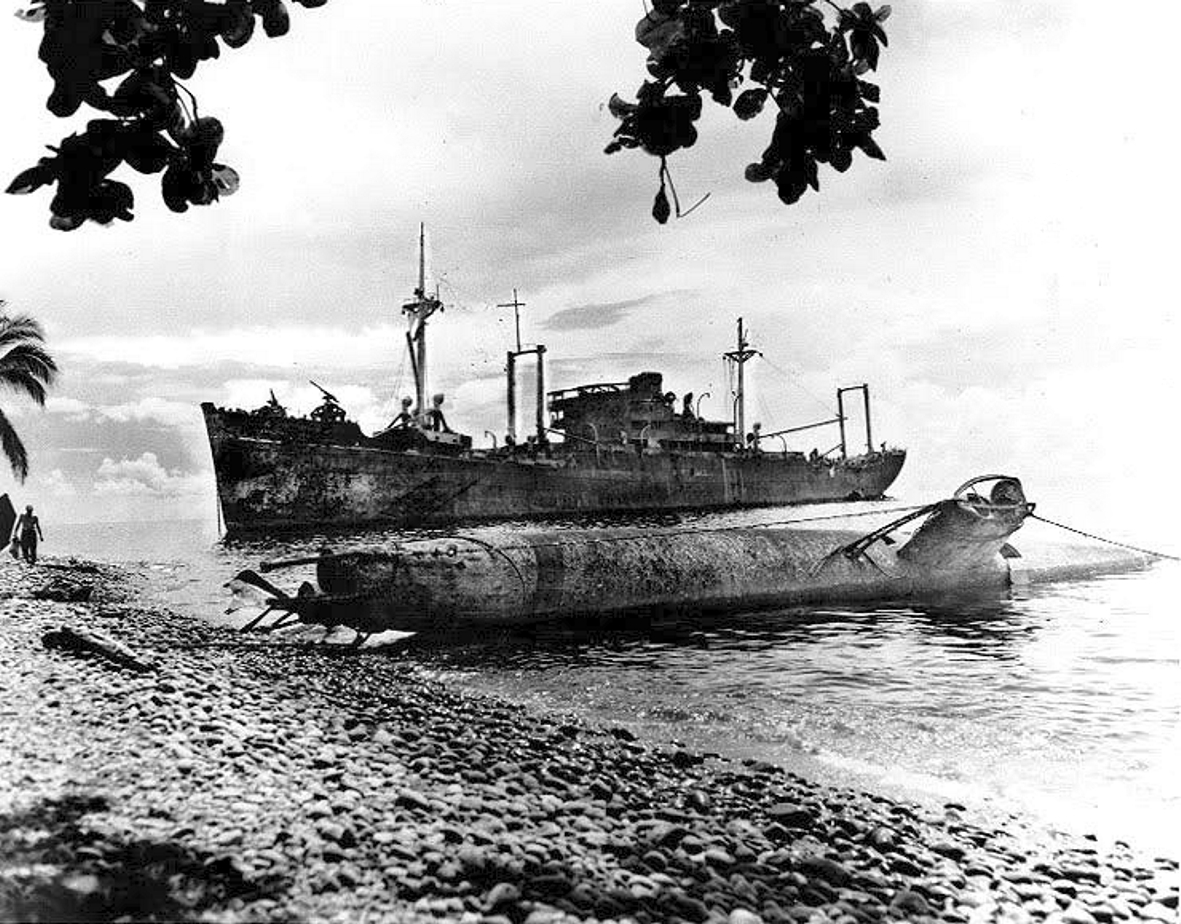
Epava navei Yamazuki Maruşi un minisubmarin japonez pe Insula Guadalcanal.

Astfel, Bătălia navală de la Guadalcanal a fost ultima încercare importantă a japonezilor de a prelua controlul asupra mării din jur și de a recuceri insula. Marina Statelor Unite ale Americii a fost capabilă să aprovizioneze armata din Guadalcanal, inclusiv cu două divizii cu forțe proaspete, până la sfârșitul lunii decembrie 1942. Eșecul în neutralizarea aerodromului Henderson Field a afectat efortul Japoniei de a se opune cuceririi insulei de către aliați. Ultima rezistență a Japoniei în Campania din Guadalcanal a luat sfârșit pe 9 februarie 1943 când soldații care au supraviețuit pe insulă au fost evacuați în cadrul Operațiunii KE. Pe baza succeselor împotriva Japoniei, inclusiv cel din Guadalcanal, aliații au putut continua lupta care a dus la în cele din urmă la înfrângerea Japoniei și la sfârșitul celui de-Al Doilea Război Mondial.
Președintele Franklin Roosevelt a comentat astfel rezultatul bătăliei: „S-ar părea că a fost atins în sfârșit punctul de cotitură în acest război”.
Istoricul Eric Hammel sintetizează astfel bătălia navală de la Guadalcanal:
Pe 12 noiembrie 1942, Marina Imperială avea nave mai bune și superioritate tactică. După 15 noiembrie, conducătorii ei și-au pierdut curajul și strategia necesare pentru a face față consolidării Marinei Statelor Unite, precum și armelor din ce în ce mai bune pe care aceasta le deținea și a tacticii dobândite. Japonezii nu și-au revenit după evenimentele din noiembrie 1942, Marina Statelor Unite nu a mai dat înapoi după acest moment.
Generalul Alexander Vandegrift, comandantul trupelor din Guadalcanal, le mulțumește marinarilor care au luptat:
Nu avem nicio îndoială că inamicul a suferit o înfrângere zdrobitoare. Îi mulțumim amiralului Kinkaid pentru internvenția pe care a avut-o ieri. Îi mulțumim lui Lee pentru efortul uriaș de astă-noapte. Avioanele noastre au fost mărețe în lovirea adversarului. Aceste eforturi sunt apreciate, dar omagiul nostru se adresează lui Callaghan, Scott și acelor oameni deosebit de curajoși care, aproape fără speranță, s-au opus în primul atac și au asigurat calea pentru succesul care a urmat. Pentru ei, membrii CAF își exprimă adânca admirație.